# カレル・チャペック

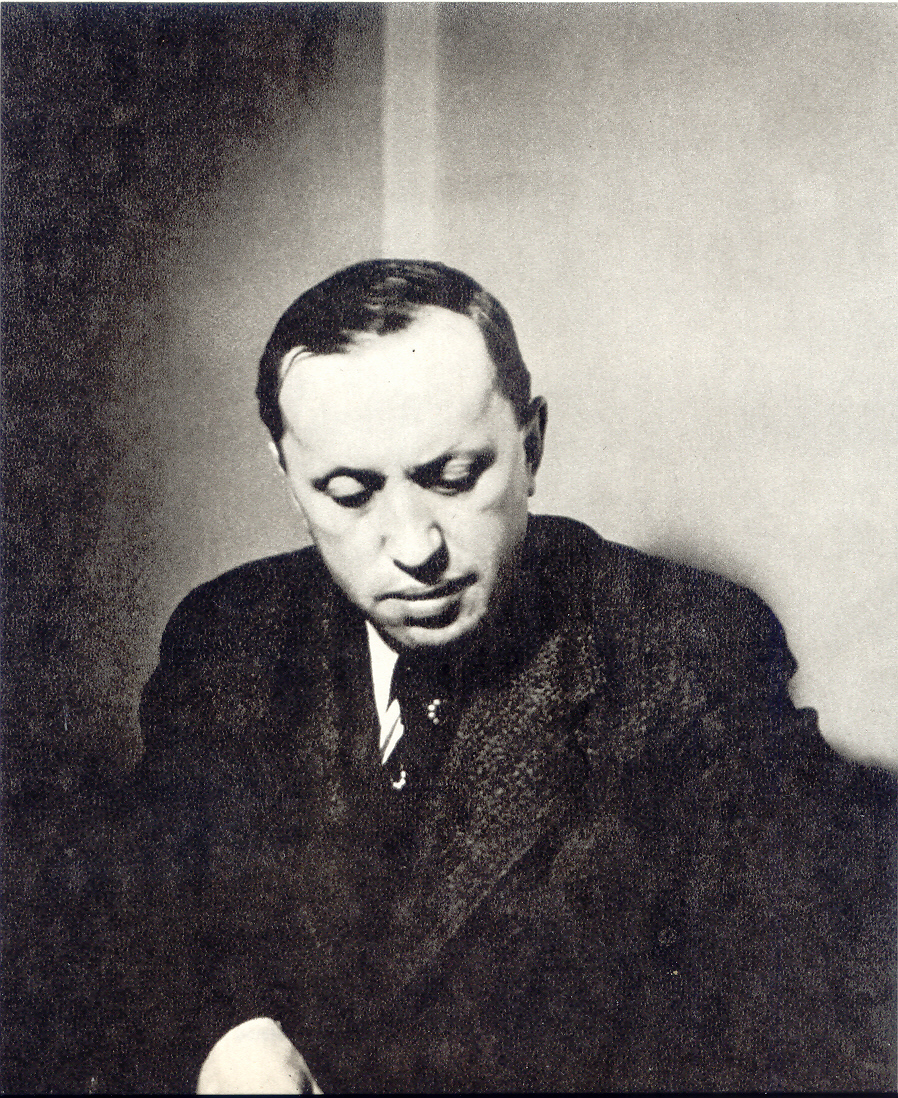
カレル・チャペック（30歳）

カレル・チャペック（チェコ語: Karel Čapek、1890年1月9日 - 1938年12月25日）は、チェコの小説家、劇作家、ジャーナリスト、園芸家。兄は、ナチス・ドイツの強制収容所で死亡した画家、著作家のヨゼフ・チャペック。

## 概要

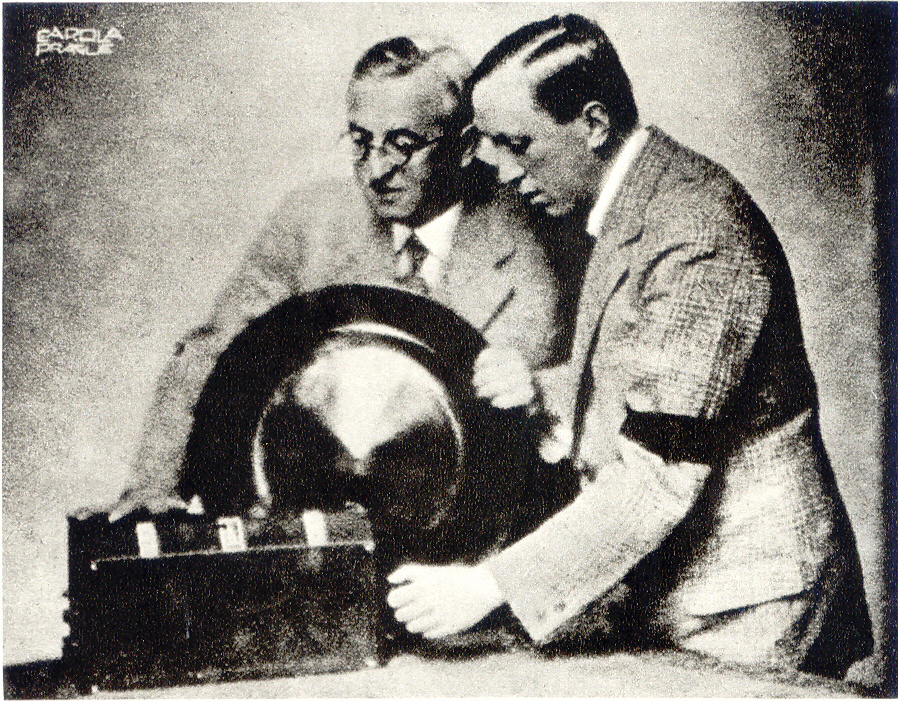
兄のヨゼフと

大戦間のチェコスロバキアで最も人気のあった国民的作家。戯曲『ロボット』（R.U.R.）において、「労働」を意味するチェコ語「robota」（もともとは古代教会スラヴ語での「隷属」の意）から ロボット という言葉を作ったと言われるが、彼自身は兄ヨゼフが作った言葉だと主張している。代表作『R.U.R.』『山椒魚戦争』はSFの古典的傑作とされている。小説、戯曲の他にも、文筆活動は童話、旅行記、文明評論など多岐にわたっている。また趣味であった園芸においても自らの体験を交えた『園芸家12カ月』を発表している。その業績から、ノーベル賞候補に7回推薦されている。
小説『山椒魚戦争』と戯曲『母』ではアドルフ・ヒトラーとナチズムを痛烈に批判している。そのためにチャペックはゲシュタポ内では『チェコ第二の敵』として危険視される。ゲシュタポは1939年3月15日、ドイツがプラハを占領した際に、いち早く彼を逮捕するためにチャペック邸に乗り込んでさえいるが、その前年に彼は死亡している。

## 生涯
1890年、当時オーストリア＝ハンガリー帝国領であったボヘミアのマレー・スヴァトニョヴィツェという小さな町で、チャペック家の三男として生まれた。家族は父と母と姉、そして兄ヨゼフとの5人家族、父は町医者で、また当時地域の文化活動の中心を務めていた人物だった。
1905年、ボヘミア東部の中心都市にあるギムナジウムに進学するが、思想問題でやめなければならない事態に陥ったため、結婚していた姉を頼りモラヴィアの中心都市ブルノのチェコ語ギムナジウムへ進学する。
1909年、ギムナジウムを優等で卒業してカレル大学へ進学し、哲学を専攻する。1910年、ベルリンのフリードリヒ・ヴィルヘルム大学（現ベルリン大学）へ留学する。1911年、ベルリンの大学を修了後に兄ヨゼフがいたパリのソルボンヌ大学へ留学、造形芸術家集団に参加する。ヨゼフとともに戯曲『盗賊』を書く。
1914年、第一次世界大戦が勃発する。チャペックは鼻骨の怪我により従軍することはなかった。
1915年に帰国後、母校のカレル大学で博士号を得る。卒業後、しばらくは家庭教師の仕事をしていたが生計が立たず、実家から仕送りを受ける。1916年、チャペック兄弟として正式にデビューする。このころはフランス詩の翻訳に熱心に取り組む。同年、持病の脊椎のリウマチにより兵役免除となる。1917年、独立前に唯一発行が許されていた国民新聞（ナーロドニー・リスティ）に論説文を書く仕事に就く。
1920年、プラハのヴィノフラディ劇場の演劇人としても活動していたチャペックは『R.U.R.』を書き上げる。このときにロボットという言葉が生まれた。後の妻オルガ・シャインプフルゴヴァーとこのとき出会う。
1921年、チェコスロバキア政府は共産主義運動を弾圧し、政府にあわせ次第に保守化していく国民新聞に不安を感じ、民衆新聞（リドヴェー・ノヴィニ）へ兄とともに移籍する。その後、死ぬまで民衆新聞に在籍し続けた。戯曲『虫の生活』（ヨゼフとともに合作）を出版する。
1922年に『クラカチット』を新聞の連載小説として執筆開始する。戯曲『マクロプラス事件』を書く。『絶対子工場』（Továrna na absolutno）を出版する。この年、当時の大統領であるトマーシュ・マサリクと面識を持つ。
1924年、『クラカチット』が出版される。同年、国家賞を受賞する。イギリス・ペンクラブの招待により英国大博覧会取材をかねてイギリスへ、この年の秋頃から多方面から知識人を自宅に招いて討論する『金曜会』を開くようになる。
1925年、ペンクラブのプラハ支部設立準備委員になる。翌月には会長に選ばれる。ヨゼフと再び合作、戯曲『創造者アダム』を制作開始する。
1926年。『創造者アダム』を完成する。「金曜会」にマサリク大統領が初めて参加する。この年の大晦日に行われたパーティーで行われた余興により、マスコミに論争が起きたが、後に解決する。
1929年。『園芸家12カ月』を兄ヨゼフの挿絵で出版。兄弟は園芸家としても知られている。
1933年、飼い犬ダーシェンカを主人公にした『ダーシェンカ、子犬の生活』や、『ホルドゥバル』を出版する。『流れ星』を執筆する。チェコスロヴァキア・ペンクラブ会長を辞任する。
1936年、『山椒魚戦争』を出版する。20年に知り合ったオルガ・シャインプフルゴヴァーと結婚。ノルウェーの新聞雑誌に、ノーベル賞を彼にという提案が初めて出される。

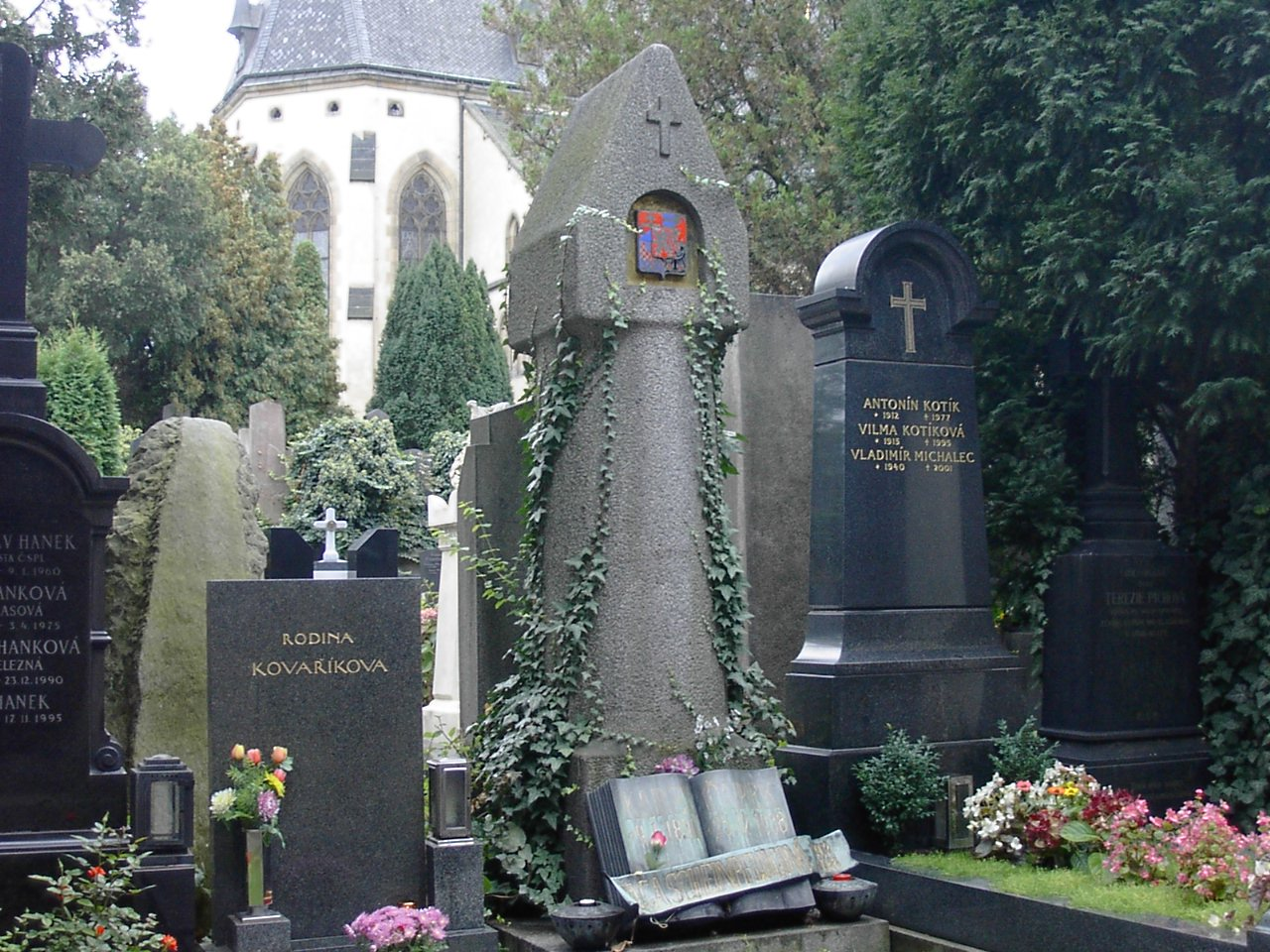
カレル・チャペックの墓

1938年、ルイ・アラゴンの提唱の元、フランスの11人の作家がノーベル賞を与えようとほかの作家たちに呼びかけをするが、本人は辞退する。同じころ、右翼系新聞が批判する。12月中旬、嵐で荒れた庭の手入れをしたことが原因で風邪をひき、一時回復するものの19日に悪化し、12月25日の未明に肺炎により死去する。最後のコラムが民衆新聞に載る。小説『作曲家フォルティーンの生涯と作品』の草稿が未完で残る。現在、ヴィシェフラト墓地に埋葬されている。
ロボットという言葉を生み出したことに少々苦い思いを抱いていたようで、「歯車、光電池、その他諸々の怪しげな機械の部品を体内に詰め込んだブリキ人形を、世界に送り出すつもりは作者にはなかった」と述べている。
1939年、ナチス・ドイツがプラハを占領する。3月、チャペックの死を知らないゲシュタポがチャペック邸を襲撃、踏み込んで来た一同に、オルガは夫カレルが4ヶ月前に没したことを、皮肉を込めて伝えたという。

## 日本での翻訳
日本での翻訳は、従来、限られた一部の作品についてのみであったが、1990年の『絶対子工場』の翻訳以降、1990年代～2000年代には石川達夫、飯島周、田才益夫らが、チャペックの未訳作品を多数、翻訳紹介を行った。

## 著作（日本語訳）

### 小説
- Boží muka（1917年）
  - 受難像（チャペック小説選集1、石川達夫訳、成文社、1995年）、全6巻
- Trapné povídky （1921年）
  - 苦悩に満ちた物語（チャペック小説選集2、石川達夫訳、成文社、1996年）
- Továrna na absolutno（1922年）
  - 絶対子工場（金森誠也訳、木魂社、1990年）
  - 絶対製造工場（飯島周訳、平凡社ライブラリー、2010年）
- Krakatit（1922年）
  - クラカチット（田才益夫訳、楡出版、1992年）
  - クラカチット（田才益夫訳、青土社、2008年）
- Povídky z jedné kapsy（1929年）[2]
  - ひとつのポケットから出た話（栗栖継訳、至誠堂・現代人叢書、1960年）
  - ひとつのポケットから出た話（栗栖継訳、晶文社、1976年）
  - ひとつのポケットからでた話（栗栖茜訳、海山社、2011年）
- Povídky z druhé kapsy（1929年）
  - ポケットから出てきたミステリー（田才益夫訳、晶文社、2001年）
  - もうひとつのポケットからでた話（栗栖茜訳、海山社、2011年）
- Devatero pohádek（1932年）
  - 短編集中の「カッパのはなし」のみ（西郷竹彦 訳、松山文雄 絵、麦書房・雨の日文庫、1958年）
  - 長い長いお医者さんの話 チャペック童話集（中野好夫訳、岩波書店、1952年、のち岩波少年文庫、新版2000年）
  - カレル・チャペック童話全集（田才益夫訳、青土社、2005年）
  - チャペック童話絵本シリーズ「郵便屋さんの話」「お医者さんのながいながい話」（関沢明子訳、藤本将画、2008年）
  - 長い長い郵便屋さんのお話（栗栖茜訳、海山社、2018年）
- Kniha apokryfů（1932年）
  - 外典（チャペック小説選集6、石川達夫訳、成文社、1997年）
- Hordubal（1933年）
  - ホルドゥバル（チャペック小説選集3、飯島周訳、成文社、1995年）
- Dášeňka čili život štěněte（1933年）
  - 小犬日記（秦一郎訳、高陽書院、1938年）
  - ダアシェンカ : ある子犬のくらしから（小川浩一訳 講談社 1981年）
  - ダーシェンカ（伴田良輔監訳、新潮文庫、1998年、新版2001年→ヴィレッジブックス、2006年→愛蔵版 青土社、2015年）
  - ダーシェンカ あるいは子犬の生活（保川亜矢子訳、メディアファクトリー、1998年）
  - 子犬の生活ダーシェニカ（小野田若菜訳、ブロンズ新社、2003年）
  - いたずら子犬ダーシェンカ（栗栖茜訳、海山社、2008年）
- Povětroň（1934年） 
  - 流れ星（チャペック小説選集4、飯島周訳、成文社、1996年）
  - 流れ星（田才益夫訳、青土社、2008年）
- Obyčejný život（1934年）
  - 平凡な人生（チャペック小説選集5、飯島周訳、成文社、1997年）
- Válka s mloky（1936年）
  - 山椒魚戦争（樹下節訳、世界文化社、1953年→ 三一新書、1956→角川文庫、1967年）
  - 山椒魚戦争（松谷健二訳、創元推理文庫SF、1968年）
  - 山椒魚戦争（栗栖継訳、早川書房・世界SF全集、1970年）
  - 山椒魚戦争（栗栖継訳、岩波文庫、1978年）、復刊2016年ほか
  - 山椒魚戦争（小林恭二・大森望訳、小学館、1994年）
  - 山椒魚戦争（栗栖継訳、ハヤカワ文庫、1998年）
  - サンショウウオ戦争（栗栖茜訳、海山社、2017年）
- Měl jsem psa a kočku（1939年）
  - チャペックの犬と猫のお話（石川達夫訳、河出文庫、1998年）
- Život a dílo skladatele Foltýna（1939年）
  - ある作曲家の生涯 -カレル・チャペック最後の作品（田才益夫訳、青土社、2016年）
- Bajky a podpovídky（1946年）
  - こまった人たち チャペック小品集（飯島周編訳、平凡社ライブラリー、2005年）
- Pudlenka（1970年）
  - ふしぎ猫プドレンカ（小野田若菜訳、ブロンズ新社、2003年）
- カレル・チャペック短編集（田才益夫訳、青土社、2007年）
- 赤ちゃん盗難事件―カレル・チャペック短編集II（田才益夫訳、青土社、2008年）
- ありふれた殺人―カレル・チャペック短編集III（田才益夫訳、青土社、2008年）

### 戯曲
- R.U.R.（1920年）
  - ロボツト 四幕（鈴木善太郎訳、金星堂、1924年）
  - ロボット-R.U.R.（千野栄一訳、岩波文庫、1989年）
  - R.U.R.-ロボット（栗栖継訳、十月社、1992年）
  - ロボット／虫の生活より（カレル・チャペック戯曲集Ⅰ、栗栖茜訳、海山社、2012年）
  - ロボット-RUR（阿部賢一訳、中公文庫、2020年12月）
- Věc Makropulos（1922年）
  - マクロプロス事件 序言と三幕からなるコメディー（田才益夫訳、八月舎、1998年）
  - 白い病気／マクロプロスの秘密（カレル・チャペック戯曲集Ⅱ、栗栖茜訳、海山社、2020年）
  - マクロプロスの処方箋（阿部賢一訳、岩波文庫、2022年8月）
- Bílá nemoc（1937年）
  - 白い病（阿部賢一訳、岩波文庫、2020年9月）
- 近代劇全集38 中欧篇（鈴木善太郎訳、第一書房、1927年）
  1. 蟲の生活
  2. マクロポウロス家の秘法
- チャペック戯曲全集（八月舎、田才益夫訳、2006年）
  1. 愛の盗賊
  2. R.U.R.
  3. マクロプロス事件
  4. 白い病気
  5. 母
  6. 愛・運命の戯れ（ヨゼフ・チャペックとの共著）
  7. 虫の生活から（ヨゼフ・チャペックとの共著）
  8. 創造者アダム（ヨゼフ・チャペックとの共著）

### 旅行記・エッセイ・コラムその他
- Zahradníkův rok（1929年）
  - 園芸家12カ月（小松太郎訳、誠文堂新光社、1959年）
  - 園芸家12カ月（小松太郎訳、中公文庫、1975年、改版1996年、新版2020年）
  - 園芸家の一年（飯島周編訳、恒文社、1997年）
  - 園芸家の十二ヶ月（栗栖茜訳、海山社、2013年）
  - 園芸家の一年（飯島周編訳、平凡社ライブラリー、2015年）
- Anglické listy（1924年）
  - イギリス通信（岡本圭次郎編、成美堂、1957年）
  - イギリスだより（カレル・チャペック・エッセイ選集2、飯島周編訳、恒文社、1996年）
    - イギリスたより（カレル・チャペック旅行記コレクション、飯島周編訳、ちくま文庫、2007年）

  - イギリス便り（伊藤廣里訳、近代文芸社、2001年）
- Hovory s T. G. Masarykem（1928年 - 1935年）
  - マサリクとの対話 哲人大統領の生涯と思想（石川達夫訳、成文社、1993年）
- Výlet do Španěl（1930年）
  - スペイン旅行記（カレル・チャペック・エッセイ選集5、飯島周編訳、恒文社、1997年）
    - スペイン旅行記（カレル・チャペック旅行記コレクション、飯島周編訳、ちくま文庫、2007年）
- Obrázky z Holandska（1932年）
  - オランダ絵図（カレル・チャペック旅行記コレクション、飯島周編訳、ちくま文庫、2010年）
- Cesta na sever（1936年） 
  - 北欧の旅（カレル・チャペック旅行記コレクション、飯島周編訳、ちくま文庫、2009年）
- Jak se co dělá（1938年）
  - 新聞・映画・芝居をつくる（カレル・チャペック・エッセイ選集6、飯島周編訳、恒文社、1997年）
- Obrázky z domova（1953年）
  - チェコスロヴァキアめぐり （カレル・チャペック・エッセイ選集1、飯島周編訳、恒文社、1996年）
    - チェコスロヴァキアめぐり（カレル・チャペック旅行記コレクション、飯島周編訳、ちくま文庫、2007年）
- Na břehu dnů（1966年）
  - コラムの闘争 ジャーナリスト カレル・チャペックの仕事（田才益夫訳編、社会思想社、1995年）

- いろいろな人たち―チャペック・エッセイ集（平凡社ライブラリー、飯島周編訳、1995年）
- 未来からの手紙―チャペック・エッセイ集（平凡社ライブラリー、飯島周編訳、1996年）
- カレル・チャペックの闘争（社会思想社、田才益夫編訳、1996年）
- カレル・チャペックのごあいさつ（田才益夫訳、青土社、2004年）
- カレル・チャペックの日曜日（田才益夫訳、青土社、2004年）
- カレル・チャペックの童話の作り方（田才益夫訳、青土社、2005年）
- カレル・チャペックの新聞賛歌（田才益夫訳、青土社、2005年）
- カレル・チャペックの愛の手紙（田才益夫訳、青土社、2006年）
- カレル・チャペックの警告（田才益夫訳、青土社、2007年）

## 参照項目
- 神奈川県の植物園「花菜ガーデン」のカレル・チャペックの家。
- ヨゼフ・チャペック - カレル・チャペックの兄。